# タマモクロス
タマモクロス（欧字名:Tamamo Cross、1984年5月23日 - 2003年4月10日）は、日本の競走馬、種牡馬。
1988年のJRA賞年度代表馬、JRA賞最優秀5歳以上牡馬、JRA賞最優秀父内国産馬である。1987年から88年にかけて天皇賞（春）、宝塚記念、天皇賞（秋）とGI3連勝を含む8連勝を挙げた。
主戦騎手は南井克巳。半妹にエリザベス女王杯を優勝したミヤマポピーがいる。
「白い稲妻」と称された父のシービークロスになぞらえて「稲妻2世」や父同様に「白い稲妻」とも呼ばれた。

## デビュー前

### 誕生まで
後の母、グリーンシャトーは1974年に北海道新冠町の榊牧場で生産された牝馬で、父はシャトーゲイであった。栗東トレーニングセンター所属の松元正雄厩舎の下で、北橋修二が騎乗して3勝。騎手を引退した北橋が、調教師転身後に自身で管理してさらに3勝し、6歳までに19戦に出走した。競走馬を引退した後は、錦野昌章が場主を務める新冠町の錦野牧場で繁殖牝馬となった。牧場は1975年に開業し繁殖牝馬を11頭繋養していたが、グリーンシャトーが最も価値が高い繁殖牝馬であった。1981年には、初仔となるダンサーズイメージ産駒（後のシャトーダンサー）、その後2年でサチモシロー産駒の牝馬、ジムフレンチ産駒の牝馬の2頭を産んだ。
シービークロスは1983年より供用開始された新種牡馬であった。新冠軽種馬青年部を同時期に卒業した錦野を含む生産者10人で結成したOB会が種牡馬を自らで所有することを望んでおり、錦野は率先してシービークロスを提案、導入が決まった。シービークロスを所有していた千明牧場から無償で譲渡され、OB会を中心にシンジケートを結成し、新冠町農協畜産センターにて種牡馬となった。種付け料は公示価格10万から30万円であったが、実際には「酒2升でもいいから」と依頼するような状況だったとも言われている。初年度には49頭に対して種付けが行われた。

### 幼駒時代
錦野は、牧場で最高の繁殖牝馬であるグリーンシャトーにシービークロスを交配。1984年5月23日、錦野牧場にて芦毛の牡馬（後のタマモクロス）が誕生。幼名は「ニシキノクロス」と命名された。当歳のニシキノクロスは、脚が長いわりに細身で「弱々しい印象」（横尾一彦）であり、食べる飼葉の量は牝馬よりも少なかった。シービークロスを管理していた松山吉三郎調教師も牧場時代のクロスを見ていたが、馬主に購入を勧めることはなかった。グリーンシャトーは預託馬であり、その馬主が苦境に陥り馬主業を辞めることとなった。この際、その馬主の友人で美術商を営む三野道夫に対して、2番仔のサチモシロー産駒からニシキノクロスまでの3頭を引き取ることを依頼し、三野が購入を承諾した。当歳時に取引された値段は400万円もしくは500万とされている。三野は牧場で当歳時のニシキノクロスに数回対面したが、芦毛ということもあり特別な印象を抱くことはなかった。
競走馬登録に際し、香川県高松市出身の三野が用いる冠名で高松城の別称「玉藻城」に由来する「タマモ」に父親の「クロス」を組み合わせ、「タマモクロス」と命名された。
三野に引き取られた上の2頭と同様に、栗東トレーニングセンターの小原伊佐美厩舎へ入厩。厩務員は藤崎春夫が担当した。小原は騎手引退後しばらく、吉永猛厩舎で調教助手をしており、厩舎では三野の持ち馬であるタマモアサヒが活躍していた。その縁もあり三野は、調教師転身後の小原へ所有馬の管理を依頼するようになり、タマモクロスも同様だった。
入厩当初は小原も「牝馬のような馬」と評し、あまり期待していなかったが、検診した獣医師は心臓が優秀であると認めている。

## 競走馬時代

### 4歳（1987年）

#### デビュー
3月1日に阪神競馬場での新馬戦（芝2000メートル）で南井克巳が騎乗し、2番人気でデビュー。逃げに出たが、直線コースで失速し7着に敗れた。以降も緩いペースに向いていると考えられ、しばらくダート戦に使われ、ダート転向2戦目の阪神競馬場の未勝利戦で勝ち上がった。続く芝の条件戦では、後方からの競馬を実践して7，8番手につけたが、前の馬の落馬に巻き込まれて同じく落馬し、人が乗っていないまま暴走しコースを1周、体中に打撲を負った。以降、恐怖からか馬運車を見ただけで怯えるようになり、札幌競馬場や阪神競馬場のダートに4戦出走するも精神的なダメージから直線で外側に逃避したり、他の馬が近寄ることを拒むなど、力を十分発揮できずにことごとく敗れた。

#### 芝転向
勝ち切れない状況に芝への再転向し、成功しなければ障害競走への転向も考えられていた。再転向後初戦となった10月18日、京都競馬場での条件戦（芝2200メートル）に5番人気の評価で出走。5番手から先頭となり、騎乗した南井が手綱を動かすことなく独走状態となった。差は7馬身まで広がりそのまま先頭で入線し、2勝目を挙げた。走破タイム2分16秒2は、同じ日、同じ距離で行われた菊花賞トライアルの京都新聞杯（GII）にて、武豊に全力で追われて勝利したレオテンザンよりも、0秒1速かった。11月1日、再び芝の400万円以下である藤森特別に松永幹夫に乗り替わり出走し、第3コーナーから仕掛けて8馬身の差をつけ勝利。松永の「競馬にならない。このクラスにいる馬じゃないよ」というコメントもあり、菊花賞への出走が期待された。また、メディアは「遅れてきた大物」「関西の秘密兵器」といった文句で報じた。しかし小原は、本格化するのは5歳秋であると捉え、ここで強行させたら壊れてしまうと考えて自重。連闘となる菊花賞を見送った。

#### 重賞制覇
12月6日の鳴尾記念（GII）は、格上挑戦で重賞初挑戦となった。同期で皐月賞および菊花賞2着のゴールドシチーが1番人気、1986年の菊花賞優勝馬メジロデュレンが2番人気となり、単勝5.8倍の3番人気に推された。スタートで出遅れて最後方から進み、13頭中9番手で最終コーナーを通過した。直線では、前方に5頭ほどおり進路が塞がれていたが、残り300メートルにてわずかにできた進路を突き、馬場の最も内側から進出。残り150メートルで抜け出すと、リードを広げて2着のメイショウエイカンに6馬身差で勝利。走破タイムは2分33秒0であり、稍重馬場にもかかわらずコースレコードを更新した。当時、関東で放映される関西の競馬は重賞にほぼ限定されており、タマモクロスに馴染みのない関東の競馬ファンに衝撃を与えた。
この勝利に年末の有馬記念参戦が期待され、中でも日刊スポーツの梶山隆平は、直接小原に出走を要求した。しかし繊細な面があり、レース後に食べる飼葉が減少し痩せてしまうことから、小原はレースが行われる中山競馬場および関東への輸送することはできないと判断し、回避。有馬記念を回避する代わりに、オーナーの三野は「年の初めに勝つと縁起が良い」とし、正月の金杯を使うことを提案した。小原は当初、天皇賞（春）に向けて日経新春杯から阪神大賞典のローテーションを考えていたが、三野の希望を受け入れた。
1987年4歳馬部門のフリーハンデは「56」が与えられ、サニースワローやモガミヤシマレオテンザンと同等の評価となった。

### 5歳（1988年）

#### 重賞連勝
古馬となり1988年、京都競馬場で行われる金杯（西）（GIII）に2.2倍の1番人気に推されて出走。スタートから南井が促すも最後方に位置し、直線コースに入っても前に5頭ほどが進路を塞いでいたが、残り300メートルにてわずかにできた進路を突き、馬場の最も内側から伸びた。残り100メートルで他15頭をかわす「ごぼう抜き」で先頭となり、2着ハローポイントに4分の3馬身差をつけて勝利した。馬群を縫ったラストスパートは「驚異の」「恐るべき」「想像を絶する」と様々の表現で書き立てられ、鞍上の南井は「信じられない」「4コーナーでもう駄目だと思った」と振り返っている。辻谷秋人によれば、このころからタマモクロスは父と同様の「白い稲妻」もしくは「稲妻2世」と呼ばれるようになったという。
3月13日の阪神大賞典（GII）では7頭立ての1番人気に支持され、前年の有馬記念を制したメジロデュレンを人気で上回った。ダイナカーペンターが逃げて、マルブツファーストが2番手となり、1ハロン13秒台が連続する超スローペースで追走。終始かかっていたタマモクロスは、1周目スタンド前で3番手まで位置を上げた。最後の直線では、外をマルブツファーストに、内をダイナカーペンターに塞がれたていたが、2頭の間に割って入り、3頭が並んで追い比べとなったが、結局3頭並んで決勝線を通過。写真判定の結果、内のダイナカーペンターと全く同時に通過していることが判明し、重賞では1979年の福島記念以来9年ぶり5例目となる1着同着となった。

#### 天皇賞（春）
続いて、4月29日の天皇誕生日に行われた天皇賞（春）に出走。GI初出走であったが、ゴールドシチーや東京優駿（日本ダービー）を制したメリーナイスといった同期のGI優勝馬を抑えて、1番人気に推された。メイショウエイカンやダイナカーペンターが先行する中、最初のゴール板通過は後方に位置。稍重ながら、前半の1600メートルを1分39秒6で通過する速いペースとなった。向こう正面で外側に移り、中団にいたゴールドシチーを捉える位置まで前進。失速する先行馬を外からかわして最終コーナーを5番手で通過し、直線では馬場の内側に転進した。先に抜け出したメジロデュレンとランニングフリーが馬体を併せて競り合っていたが、その内をすくって先頭となり、1着で入線。6連勝、重賞4連勝でGI初勝利を達成した。2着ランニングフリーにつけた3馬身差は、1968年に大差勝ちしたヒカルタカイ以来の最大着差となった。
鞍上の南井は八大競走50連敗、旧八大競走を含むGI競走40連敗を経て、初のGI勝利となった。騎手生活18年目で初のタイトルには「タマモクロスみたいなGI級の馬にめぐりあえば、GIを勝てるというだけのこと」「勝てる馬に乗れば勝てるんですよ（笑）」と振り返っている。野平祐二は南井の騎乗に対して「あんなに巧みな南井騎手をみたのは初めてです。よほど自信を持って乗っていたのでしょう。パーフェクト騎乗と絶賛してもいいです」と評した。
本レースは、調教師の小原にとって1980年の開業以来、オーナーの三野にとって馬主歴50年にして初めてのGI制覇となった。昭和天皇と同じ明治34年（1901年）生まれ、87歳の三野は「ダービーを勝つよりも天皇賞の盾が欲しい」を口癖としており、表彰式で演奏された君が代に感激の表情を見せた。

#### 宝塚記念
6月12日、宝塚記念（GI）にファン投票1位に推されて出走し、3.0倍の2番人気に推された。それを上回る2.1倍の1番人気となったのは、安田記念でGI3勝目を挙げて獲得賞金5億円に到達したニッポーテイオーであった。人気はこの2頭に集中し、それぞれ単枠指定となった。岡部幸雄騎乗の牝馬メジロフルマーが逃げ、ニッポーテイオーが2番手に位置する中、タマモクロスは後方に位置。しかし、向こう正面で前進し、ニッポーテイオーを臨む5番手まで浮上した。第3コーナーでは、ニッポーテイオーへの接近を控えて、ニッポーテイオーの外側で待機。最終コーナーでは、ニッポーテイオーが逃げ馬をかわして抜け出した。それに対して、ニッポーテイオーの外に持ち出して追い上げを開始。残り200メートル地点で、ニッポーテイオーを並ぶ間もなくかわし、2馬身半離して先頭で入線、7連勝でGI2連勝となった。
ニッポーテイオーに騎乗した郷原洋行は「6連勝中の馬だといっても、あんなにすごい切れ味があるとは思わなかったよ。すべてが計算通りだったのに…」、ニッポーテイオーを管理する久保田金造調教師は「折り合いもついたし、相手が強いとしか言いようがない」と振り返った。
宝塚記念後は北海道に移動し、7月24日には札幌競馬場のファンの前で凱旋披露された。その後、8月末に東京競馬場に入厩して秋に備えた。夏の間も調教は継続され、北海道にいたときも休養に当てられたのはわずか3日だったという。

#### 天皇賞（秋）
| 芦毛の2頭    | 芦毛の2頭           | 芦毛の2頭    | 芦毛の2頭 | 芦毛の2頭      | 芦毛の2頭      | 芦毛の2頭      |
| タマモクロス | タマモクロス        | タマモクロス |           | オグリキャップ | オグリキャップ | オグリキャップ |
| ------------ | ------------------- | ------------ | --------- | -------------- | -------------- | -------------- |
| JRA          |                     |              | 1着       | 3歳イ          | 笠松           |                |
| JRA          | 1着                 | 秋風ジュニア |           |                | 笠松           |                |
| JRA          | 1着                 | ジュニアCR   |           |                | 笠松           |                |
| JRA          | 1着                 | 中京盃       |           |                | 笠松           |                |
| JRA          | 1着                 | 中日スポ杯   |           |                | 笠松           |                |
| JRA          | 1着                 | 師走特別     |           |                | 笠松           |                |
| JRA          | 1着                 | ジュニアGP   |           |                | 笠松           |                |
| JRA          | 400万下             | 1着          | 1着       | ゴールドJ      | 笠松           |                |
| JRA          | 藤森特別            | 1着          | 1着       | ペガサスS      | JRA            |                |
| JRA          | 鳴尾記念            | 1着          | 1着       | 毎日杯         | JRA            |                |
| JRA          | 金杯（西）          | 1着          | 1着       | 京都4歳特別    | JRA            |                |
| JRA          | 阪神大賞典          | 1着          | 1着       | NZT4歳S        | JRA            |                |
| JRA          | 天皇賞（春）        | 1着          | 1着       | 高松宮杯       | JRA            |                |
| JRA          | 宝塚記念            | 1着          | 1着       | 毎日王冠       | JRA            |                |
| JRA          | 第98回天皇賞        |              |           |                | JRA            |                |
| JRA          | 第8回ジャパンカップ |              |           |                | JRA            |                |
| JRA          | 第33回有馬記念      |              |           |                | JRA            |                |

少食で太りにくいことから、小原は前哨戦を使わなくとも良化すると考え、10月27日の天皇賞（秋）にぶっつけで参戦。東京競馬場滞在中は、小原が「東京の水はいい」「見てくださいよ、この食いっぷりを。まったくうれしい悲鳴です」と述べる食欲を見せた。また、ダートコースでの最終追い切りは「これまでで最高の状態だった鳴尾記念を上回るデキ」と評された。一方、騎乗予定の南井は10月8日に落馬し、打撲の診断を受けたため翌週の騎乗を取りやめていた。休みとなった南井は、ローカル線に乗って大分県や熊本県の温泉を巡り、調子を整えて1週間空けて復帰した。

天皇賞（秋）に出走する13頭で最も注目を集めたのは、移籍後6連勝、笠松から14連勝中の4歳馬のオグリキャップ、そして7連勝中のタマモクロスという「芦毛」同士の対決であった。当日は第55回日本ダービーに次ぐ12万人以上の観客が集まり、観衆の表情について鶴木遵は「『祭り』を迎える興奮が漂って離れなかった」と表現している。オグリキャップは単勝支持率35.3パーセント、2.1倍で1番人気となり、対するタマモクロスは29パーセント、2.6倍の2番人気となった。これまで「超一流馬はいなかった」、「弱いものと相場が決まっていた（本田靖春）」「良くも悪くも（中略）名脇役（結城恵助）」とも呼ばれていた芦毛に人気が集中、互いに単枠指定となった。また、連複式（枠連）の「（1）オグリキャップ - （6）タマモクロス」の組み合わせには、50億円が投じられていた。
レースではスタートからレジェンドテイオーが大逃げを展開。タマモクロスは、後方からではなく2番手で先行して好位に位置した。一方、オグリキャップはその5、6馬身後方の中団7、8番手に位置した。逃げるレジェンドテイオーは、前半の1000メートルを59秒4で通過。1986年にサクラユタカオーが日本レコードタイムを樹立した時の、ウインザーノットの逃げよりも0.5秒速いペースとなった。最終コーナー手前からは、タマモクロスがレジェンドテイオーとの2馬身差を徐々につめて、抜け出しを図った。直線に入ると南井はオグリキャップのみを相手と定め、右後ろを複数回振り返って視認した。一方のオグリキャップも内から外へと持ち出して追い上げを開始。残り200メートルほどにてオグリキャップの鼻先がタマモクロスの尻尾に差し掛かると同時に、南井がムチを入れてタマモクロスを促した。すると、オグリキャップが末脚を見せて追い詰めた差がそれ以上に縮まることはなく、1馬身4分の1の差で入線。オグリキャップは余力がなくなり、ゴール板付近で馬場の内側にもたれてしまい、タマモクロスよりも内側でゴール板を通過した。
これにより、GI3勝目、8連勝を記録した。また、1981年に天皇賞優勝馬の出走が解禁されて以降、三冠馬のミスターシービーやシンボリルドルフなど6頭が成し遂げられなかった天皇賞春秋連覇、天皇賞2勝を達成。並びに、史上初めてGI競走のみでの3連勝を成し遂げた。
先行策について、南井は「スタートが良かったし無理に抑えることもない」「（2番手の位置取りにも）不安はなかった」と振り返り、「これまでの騎手人生で最高の馬」と称えた。小原は、南井に対して事前に騎乗の指示をしていなかったが、先行策を講じた南井を見て「勝利の半分をあきらめた」と思ったという。大川慶次郎は、タマモクロスが先行する展開ではオグリキャップ有利と見ていたが、直線のタマモクロスの強さは想像以上であったと述懐している。また、タマモクロスを「勝ちにいって勝つ。この馬の真価を初めて見た気がする。強さだけでいうなら、戦後でも5本の指に入る」と評した。（レースに関する詳細は、第98回天皇賞を参照。）

#### ジャパンカップ
ジャパンカップ（GI）では、イタリア調教馬で凱旋門賞を制したトニービンの参戦が大きな注目を集めた。アリタリア航空は競走馬の空輸を規約により禁止していたが、トニービンだけのために志願して輸送を担当した。史上初となる凱旋門賞馬出走の他に、インターナショナルステークスを制したシェイディハイツ、オセアニアの強豪ボーンクラッシャー、直前の富士ステークスを制したアメリカのセーラムドライブ等、ヨーロッパ、アメリカ、オセアニアから10頭の外国調教馬が参戦し、「四大陸決戦」と表されていた。ライバルを尋ねられたトニービンのカミーチ調教師は「日本の馬だ。タマモクロスだ」と即答。単勝オッズでは、タマモクロスが3.2倍の1番人気、対するトニービンが3.9倍の2番人気、6.9倍の3番人気にはオグリキャップが支持された。
レースでは、前年のジャパンカップで逃げたムーンマッドネスが後方から進み、代わりにメジロデュレンが逃げた。オグリキャップが好位、トニービンが中団につけ、タマモクロスはペイザバトラーとともに後方に位置。第2コーナーで柴田政人騎乗のシェイディハイツが先頭となり、スローペースとなった。第3コーナーでは各馬が進出する一方でオグリキャップが後退。タマモクロスは最終コーナーで大外からペイザバトラーなどとともに4頭で一緒に位置を上げ、残り300メートルで一時先頭に立った。しかし、斜行しながら内を突いたペイザバトラーにかわされ、半馬身差の2着。日本調教馬では最先着を果たし、その1馬身4分の1後ろの3着にオグリキャップが入線した。トニービンはレース中の骨折もあって5着に終わっている。
ペイザバトラーの斜行は戒告処分となったが、タマモクロスとの併せることを未然に防いだクリス・マッキャロンの騎乗は称賛を集めた。マッキャロンは第98回天皇賞はじめ東京競馬のレースVTRを片っ端から見て「敵は日本の芦毛2頭（タマモクロスとオグリキャップ）」と考えており、斜行についても「タマモクロスとは馬体を併せないようにする」という作戦であったという。これを聞いた小原伊佐美調教師は「マッキャロンは本物の勝負師だ」と述べた。南井はジャパンカップの騎乗に対し、「4コーナーで仕掛けをワンテンポ遅らせれば負けることはなかった」と振り返っている。ジャパンカップ後、タマモクロスが年内一杯で競走生活から引退し、翌年から種牡馬入りするとのニュースが報じられた。タマモクロスの小原調教師は「引き際は大事。いい時期に引退してこそ種牡馬としての価値が高まる」と引退の理由を述べた。また小原によれば、引退を惜しむ声はあったが、オーナーがそれを押し切って決断したと言う。

#### 有馬記念
有馬記念（GI）に参戦するため、タマモクロスは12月初めに美浦トレーニングセンターに移動したが、美浦の水が合わず食事量が減ってしまった。元々、競馬関係者の間で「美浦の水はくさい」と評判が悪かった事から、スタッフはミネラルウォーターを大量に購入して飼葉を混ぜ合わせて食べさせ、さらに精力剤を飲ませてタマモクロスの食欲と体力の快復に努めた。同じ時期、オグリキャップも美浦トレーニングセンターで調整を行っていたが、同じ環境下で過ごしながら寝藁まで口にしたオグリキャップの食欲と体力を井高調教助手は羨ましく感じたという。
タマモクロスはレース10日前の12月15日に追い切りを一旦中止、その2日後の12月17日には6ハロンからの追い切りを行うほど復調したが、馬なりで有馬記念に勝つには物足りないものだった。一方、オグリキャップは12月15日に有馬記念が行われる中山競馬場でスクーリングを行い、タマモクロスの関係者もその動向を知っていたが、「神経質で食の細いタマモクロスにはスクーリングは考えられないこと」（タマモクロスの小原調教師）、「うちだってスクーリングはやりたいが、そんなことができる馬じゃない」（同、井高調教助手）と言う理由で実施できなかった。

ファン投票では18万票を集め、オグリキャップの17万票を押さえて1位で出走。単勝オッズは、2.4倍の1番人気に支持され、対するオグリキャップは3.7倍、以下オグリキャップと同じ4歳馬のサッカーボーイ、スーパークリークと続いた。
レースではゲートの出が悪く、最後方に位置。一方、岡部幸雄に乗り替わったオグリキャップは好スタートから流れに乗り、好位を進んだ。道中のタマモクロスは折り合いを欠いて外、外へ逃げるように走り、サッカーボーイとともに後方から追走した。スローペースの中、第3コーナーから最終コーナーにかけて大外からまくり、オグリキャップに外から並びかけて直線は2頭の芦毛による叩き合いとなった。しかし、内を回ったオグリキャップに半馬身及ばず2着。南井は「いつものタマモクロスじゃなかった」と振り返っている。（レースに関する詳細は、第33回有馬記念を参照。）
年末のJRA賞表彰において、全172票中165票を集めて年度代表馬に選出。その他、最優秀5歳以上牡馬と最優秀父内国産馬のタイトルを獲得した。さらに、東京競馬記者クラブ賞、関西競馬記者クラブ賞の両者にも選出され、1989年1月5日、京都競馬場にて三野に記念品が贈られた。さらに1月15日、京都競馬場にて引退式が行われ、1月17日、三野など50人が集まり拍手で見送られて、退厩した。
1988年5歳以上部門のフリーハンデは「68」。この斤量は1985年のシンボリルドルフの「70」に次ぎ、1965年シンザンの「67」を上回る歴代2位の記録となった。

## 競走成績
以下の内容は、netkeiba.com及びJBISサーチの内容に基づく。
| 競走日 | 競走日 | 競走日 | 競馬場 | 競走名       | 格   | 距離（馬場）  | 頭 数 | 枠 番 | 馬 番 | オッズ （人気） | 着順     | タイム （上がり3F） | 着差     | 騎手      | 斤量 [kg] | 1着馬（2着馬）         | 馬体重 [kg] |
| ------ | ------ | ------ | ------ | ------------ | ---- | ------------- | ----- | ----- | ----- | --------------- | -------- | ------------------- | -------- | --------- | --------- | ---------------------- | ----------- |
| 1987   | 03.    | 01     | 阪神   | 4歳新馬      |      | 芝2000m（良） | 11    | 6     | 6     | 003.5（2人）    | 07着     | 2:07.1 (40.6)       | -1.8     | 0南井克巳 | 55        | アイチマツシマ         | 456         |
|        | 03.    | 21     | 阪神   | 4歳新馬      |      | ダ1800m（重） | 10    | 7     | 8     | 003.7（2人）    | 04着     | 1:56.3 (40.8)       | -0.7     | 0南井克巳 | 55        | シルクマリア           | 444         |
|        | 04.    | 11     | 阪神   | 4歳未勝利    |      | ダ1700m（稍） | 12    | 6     | 7     | 003.0（2人）    | 01着     | 1:48.3 (38.8)       | -0.1     | 0南井克巳 | 55        | （ビューティフル）     | 446         |
|        | 05.    | 10     | 京都   | 4歳400万下   |      | 芝2000m（良） | 15    | 3     | 4     | 011.2（6人）    | 競走中止 | 競走中止            | 競走中止 | 0南井克巳 | 55        | トサノアサカゼ         | 440         |
|        | 06.    | 28     | 札幌   | 4歳上400万下 |      | ダ1800m（良） | 8     | 6     | 6     | 011.7（7人）    | 06着     | 1:55.6 (38.7)       | -3.0     | 0田原成貴 | 55        | ホッカイセイザン       | 446         |
|        | 07.    | 11     | 札幌   | 礼文特別     | 4下  | ダ2000m（良） | 9     | 5     | 5     | 018.0（7人）    | 02着     | 2:07.1 (38.4)       | -0.2     | 0安田富男 | 55        | ヒロノハヤテ           | 444         |
|        | 09.    | 19     | 阪神   | 能勢特別     | 4下  | ダ1800m（良） | 9     | 4     | 4     | 004.8（3人）    | 03着     | 1:55.0 (39.0)       | -0.3     | 0南井克巳 | 55        | アルファビバーチェ     | 442         |
|        | 10.    | 04     | 阪神   | 4歳上400万下 |      | ダ1700m（良） | 11    | 1     | 1     | 002.0（1人）    | 03着     | 1:47.9 (37.6)       | -0.6     | 0南井克巳 | 55        | マルカスキー           | 444         |
|        | 10.    | 18     | 京都   | 4歳上400万下 |      | 芝2200m（良） | 16    | 5     | 10    | 009.6（5人）    | 01着     | 2:16.2 (36.0)       | -1.2     | 0南井克巳 | 55        | （ナチノパーソ）       | 440         |
|        | 11.    | 01     | 京都   | 藤森特別     | 4下  | 芝2000m（稍） | 14    | 4     | 5     | 001.7（1人）    | 01着     | 2:03.0 (36.3)       | -1.3     | 0松永幹夫 | 56        | （メイショウヒエン）   | 442         |
|        | 12.    | 06     | 阪神   | 鳴尾記念     | GII  | 芝2500m（稍） | 13    | 4     | 5     | 005.8（3人）    | 01着     | 2:33.0 (36.3)       | -1.0     | 0南井克巳 | 53        | （メイショウエイカン） | 450         |
| 1988   | 01.    | 05     | 京都   | 金杯（西）   | GIII | 芝2000m（稍） | 16    | 7     | 13    | 002.2（1人）    | 01着     | 2:03.7 (35.5)       | -0.1     | 0南井克巳 | 56        | （ハローポイント）     | 452         |
|        | 03.    | 13     | 阪神   | 阪神大賞典   | GII  | 芝3000m（稍） | 7     | 5     | 5     | 001.7（1人）    | 01着     | 3:12.1 (35.3)       | 同着     | 0南井克巳 | 56        | ダイナカーペンター     | 452         |
|        | 04.    | 29     | 京都   | 天皇賞（春） | GI   | 芝3200m（稍） | 18    | 4     | 8     | 004.4（1人）    | 01着     | 3:21.8 (37.4)       | -0.5     | 0南井克巳 | 58        | （ランニングフリー）   | 448         |
|        | 06.    | 12     | 阪神   | 宝塚記念     | GI   | 芝2200m（稍） | 13    | 2     | 2     | 003.0（2人）    | 01着     | 2:13.2 (36.1)       | -0.4     | 0南井克巳 | 56        | （ニッポーテイオー）   | 444         |
|        | 10.    | 30     | 東京   | 天皇賞（秋） | GI   | 芝2000m（良） | 13    | 6     | 9     | 002.6（2人）    | 01着     | 1:58.8 (34.9)       | -0.2     | 0南井克巳 | 58        | （オグリキャップ）     | 452         |
|        | 11.    | 27     | 東京   | ジャパンC    | GI   | 芝2400m（良） | 16    | 3     | 5     | 003.2（1人）    | 02着     | 2:25.6 (35.7)       | -0.1     | 0南井克巳 | 57        | ペイザバトラー         | 450         |
|        | 12.    | 25     | 中山   | 有馬記念     | GI   | 芝2500m（良） | 13    | 7     | 11    | 002.4（1人）    | 02着     | 2:34.0 (35.2)       | -0.1     | 0南井克巳 | 57        | オグリキャップ         | 448         |

## 種牡馬時代
競走馬引退後はシンボリルドルフと同額の10億円（2000万円×50株）のシンジケートが組まれ、1989年より種牡馬として北海道静内町のアロースタッドに繋養された。アロースタッドの野田克芳によると、競走馬引退後もタマモクロスは悍性が激しく、見学者に突然噛みつく事故が発生したため、放牧地の柵には赤ペンキで「チカヨルナ」と書かれた板が貼ってあった。
種牡馬としてはマイソールサウンド、カネツクロス、桜花賞で1番人気に推されたダンツシリウスなどの多数の重賞馬を輩出した。この中から、日経賞でゼンノロブロイを破り優勝したウインジェネラーレが種牡馬入りした。
2003年4月10日、腸捻転のためアロースタッド内で死亡。19歳であった。北海道新ひだか町の桜舞馬公園（オーマイホースパーク）に、タマモクロスの墓碑がある。死亡の翌年の2004年10月にはJRAゴールデンジュビリーキャンペーンの「名馬メモリアル競走」の一環として「タマモクロスメモリアル」が同年の天皇賞（秋）施行日の東京競馬場にて行われた。
2022年3月27日、タマモクロスを母母父に持つナランフレグが高松宮記念を制し、タマモクロスの子孫から初めてGI馬が誕生した。

## 種牡馬成績
| 年度        | 1992  | 1993 | 1994 | 1995 | 1996 | 1997 | 1998 | 1999 | 2000 | 2001 | 2002 | 2003 | 2004 | 2005 | 2006 | 2007 | 2008  | 2009  |
| ----------- | ----- | ---- | ---- | ---- | ---- | ---- | ---- | ---- | ---- | ---- | ---- | ---- | ---- | ---- | ---- | ---- | ----- | ----- |
| 順位（JRA） | 158位 | 43位 | 14位 | 7位  | 10位 | 12位 | 10位 | 14位 | 16位 | 18位 | 18位 | 19位 | 15位 | 35位 | 36位 | 86位 | 105位 | 125位 |
| AEI (JRA)   | 0.76  | 0.89 | 1.42 | 1.38 | 1.33 | 1.15 | 1.22 | 1.11 | 0.91 | 0.74 | 0.97 | 0.90 | 1.14 | 0.69 | 0.89 | 0.68 | 1.16  | 1.67  |
| 総出走頭数  | 12    | 48   | 54   | 74   | 76   | 76   | 90   | 84   | 98   | 112  | 111  | 127  | 115  | 100  | 71   | 39   | 14    | 7     |
| 総勝ち頭数  | 5     | 19   | 25   | 27   | 28   | 28   | 28   | 29   | 21   | 30   | 29   | 32   | 27   | 17   | 12   | 3    | 3     | 2     |

- netkeiba.com - タマモクロスの産駒成績[104]に基づく
- 2003年 種牡馬引退（死亡）

### グレード制重賞優勝馬
- 1991年産
  - カネツクロス（鳴尾記念、アメリカジョッキークラブカップ、エプソムカップ）[105]
- 1993年産
  - シロキタクロス（神戸新聞杯）[106]
- 1994年産
  - テイエムトッキュー（カブトヤマ記念）[107]
  - タマモイナズマ（ダイヤモンドステークス）[108]
  - マコトライデン（シリウスステークス）[109]
- 1995年産
  - ダンツシリウス（シンザン記念、チューリップ賞）[110]
- 1999年産
  - マイソールサウンド（阪神大賞典、京都記念、マイラーズカップ、京都金杯、中日新聞杯）[111]
- 2000年産
  - ウインジェネラーレ（日経賞）[112]
- 2003年産
  - タマモサポート（ラジオNIKKEI賞、京都金杯）[113]

### 地方重賞優勝馬
- 1990年産
  - ホワイトアリーナ（桜花賞、関東オークス）[114]
  - ブリッジテイオー（建依別賞）[115]
- 1991年産
  - ブラッククロス（東北ダービー、不来方賞、ダービーグランプリ）[116]
- 1995年産
  - ダンツクロス（九州王冠）[117]
- 1997年産
  - コスモクロス（園田金盃、播磨賞）[118]
- 2001年産
  - シノブホマレ（六甲盃）[119]

### ブルードメアサイアーとしての産駒
- ヤマニンアラバスタ：父ゴールデンフェザント（2001年産 新潟記念、府中牝馬ステークス）[120]
- マルモセーラ：父クロフネ（2008年産 ファンタジーステークス）[121]
- ヒットザターゲット：父キングカメハメハ（2008年産 新潟大賞典、小倉大賞典、京都大賞典、目黒記念）[122]
- タマモプラネット：父ネオユニヴァース（2010年産 京都ジャンプステークス）[123]

## 特徴

### 身体
外見上の大きな特徴は、脚の長さだけが目立つ華奢で小柄な馬体である。管理する小原調教師をして「女の子のようだ」「とても走る感じじゃなかったね」という感想を抱かせている。また、前脚に外向が認められたことも欠点の１つであった。一方で、華奢な見た目に反した強靭な心肺機能を有していた。調教助手の井高淳一は、タマモクロスが未勝利のころに検診に来た獣医師が「この馬の心臓はすごくいい、きっと出世するから名前を覚えておこう」と言って帰ったことを明かした。また、野平祐二は「あまり見ばえしないのにあれだけ強いということは、それ相応にいいところがあるわけで、察するに、内臓、とりわけ心臓が群を抜いていいのでしょう」と推測した。日刊スポーツによると、タマモクロスの心拍数はシンボリルドルフと同じ「26」であった。

### 気性
入厩当初は他の馬と併せると気の小ささを示したため単走で調教されていた。さらに、4戦目の競走中止で全身打撲を負ったトラウマから、レース中は他の馬に寄ろうとしない臆病な性格になってしまった。しかし、連勝開始後は鳴尾記念、金杯（西）、阪神大賞典と連続して内から馬群をこじ開けた勝利を飾っており、他馬を怖がる癖は完全に消えている。大成してからはむしろ「何処までも頑張り抜く闘争心」と、その勝負根性を特筆されるまでになった。小原は天皇賞（春）を前に「芝に変わってからは無駄に力を使わなくなった。利口で、それでいて闘志を感じさせる」と評している。

### 走法
デビュー当初は頭を高く突き上げる硬い走りだったが、本格化以降は低く沈み込むようなフットワークを身につけている。その独特なフォームはゴールまで絶対に首を上げない攻撃的な走りと称され、「大きな犬を思わせる走法」という競走馬に対する比喩としては珍しい表現をされている。また、タマモクロスの強さの秘密は「クビの付着にある」と推測する調教師もいた。

### レーススタイル
タマモクロスの末脚について田原成貴は「クロスの良さは強靭な末脚」、村本善之は「追われてからの息の長い末脚は驚異的」と評した。上がり4ハロン最速を連勝開始から引退までの10戦中8戦で記録している。発走直後は後方に位置取ることが多いものの、直線のみの競馬となった鳴尾記念と金杯以外の4角通過順位はほぼ5番手以内と、展開に頼らず自らが動いて勝ちに行く競馬をしている。なお、上がり2位の宝塚記念、3位の天皇賞（秋）では早めの競馬から抜け出しての完勝であった。乗り難しい馬としても有名で、ほぼ全戦で手綱を取った南井をして「全然判らない馬ですよ」と言わせている。

## エピソード

### 錦野牧場
タマモクロスが勝利から遠ざかっていた1987年5月、錦野牧場は経営不振から閉鎖した。錦野の負債は東京都で不動産業を営んでいた飯島和吉が肩代わりした。錦野牧場を営んでいた錦野は東京近郊に移り、建築関係の仕事に転職。繋養していた繁殖牝馬や幼駒は方々に散らばった。タマモクロスの母グリーンシャトーも売りに出され、1986年の秋からはマエコウファームに繋養されていた。しかし、1987年6月24日に父アーテイアスの牡馬を出産した直後の7月、腸捻転で13歳で死亡している。また錦野牧場跡地では、タマモクロスが藤森特別にて3勝目を挙げた11月1日、錦野の負債を肩代わりした飯島和吉の次男・飯島功典が土地と設備を受け継ぎ、新たにグリー牧場を開場している。
錦野と債権者との間には種々の問題が残っていたため、錦野は表に出ることや表彰台に立つことはなかったが、生産馬の晴れ姿を見るために、人目を忍んで天皇賞（春）の京都競馬場に訪れている。1988年の秋には、グリー牧場が債権者に勝訴する目途が立ち、ミヤマポピーの出走するエリザベス女王杯には錦野を招待することを飯島功典が明かしている。
なお、倒産前に錦野牧場が生産したタマモクロス（天皇賞春・秋、宝塚記念）、ミヤマポピー（エリザベス女王杯）など5頭は、1988年の1年間で約5億3000万円を稼いだ。この結果、276頭が出走し15連覇の社台ファーム、123頭が出走し2位の西山牧場に次いで、1988年第3位の生産者となっていた。

### 芦毛対決
タマモクロスとオグリキャップの三度の対戦は、「芦毛対決」や「芦毛同士の頂上決戦」と呼ばれた。芦毛対決は強い馬同士の戦いであるだけでなく、両馬がこれまで脇役であった「芦毛」という毛色をしていたことも、盛り上げの一端を担っていた。初顔合わせとなった天皇賞（秋）は天皇賞レコードの166億4834万5400円を売り上げ、1枠のオグリキャップ、6枠のタマモクロスがらみの馬券は、総売り上げ中の81.8パーセントにも達した。
第98回天皇賞、第8回ジャパンカップではタマモクロスがともに1馬身4分の1先着し、第33回有馬記念ではオグリキャップが半馬身先着。6,900メートルの距離を走ってついた着差は合計3馬身であった。
この3戦が行われた1988年のタマモクロスの年間収得賞金は、84年度にシンボリルドルフが記録した3億6349万9200円を大幅に上回る、史上最高の4億2767万4400円となった。3億9173万4000円を収得して2位となったオグリキャップもルドルフを上回り、芦毛の活躍ぶりを印象付けた。この年度の中央競馬は、入場者数、発売額ともに前年を大きく上回る史上最高の数字を示した。JRA理事長の澤邉守は、タマモクロス、オグリキャップといった強い馬が例年になく出そろったことをこの要因として挙げている。また、両馬が対決した天皇賞（秋）には「わが国の競馬史上に残る名勝負だった」と述べた。
小原調教師は天皇賞（秋）前にオグリキャップの調教を見て「運動をしていても向こうが上に見える。負けるとすればこの馬だろう」と感じ、レース中ずっと心臓の鼓動が激しかったこととともに「勝った後の感動はひとしおでした」と振り返った。瀬戸口調教師は有馬記念後に「オグリキャップの二度の無念を、最後のチャンスで晴らすことでができて本当に良かった」と述べ、後年に「私がオグリのライバルだと思ったのはタマモクロスだけです。それだけに最後に勝てたことは本当に嬉しかった」と振り返った。
競馬評論家の大川慶次郎は、「オグリキャップ、タマモクロスは間違いなく競馬史に残るライバルとして伝えられるだろうし、私の心にもいつまでも残るだろう」と記した。一方、辻谷秋人はタマモクロスを「恬淡」と表し、その佇まいには欲や執着を感じられないことから、「頂上決戦」はその通りだが「ライバル対決」という表現には違和感を持つとしている。

### その他
- 1989年にJRAが製作したポスター「ヒーロー列伝」では、空に向かって勝利の雄叫びを上げるかのような本馬の写真に「風か 光か」のキャッチコピーが筆書きされている[147]。
- JRAが配信するエンタメサイト「Umabi」では「人気漫画『みどりのマキバオー』の主人公の白い馬、「ミドリマキバオー」はタマモクロスがモデルと言われています」と紹介されている[147]。後年のインタビューで、作者のつの丸は「ほとんどのキャラクターは特定のモデルはいません」「よくネット上で諸説出ていますが、そういうわけでどれも正解で、どれも不正解、と言っていいと思います」と語っている[148]。1997年に発行された『マキバオー大本命BOOK』の夢の対決企画では、「芦毛で、そんなに大きくない牧場の生まれと、マキバオーと境遇が似ているんですよ」との理由から、マキバオーの相手にタマモクロスを指名した[注釈 29][149]。2021年にはヤングジャンプのウマ娘大特集において、つの丸画のミドリマキバオーと久住太陽画のタマモクロスのコラボイラストが描き下ろされた[150]。
- 漫画『風のシルフィード』では、シービークロス・タマモクロス父子の愛称「白い稲妻」が用いられている[151]。
- 1988年は障害レースでも芦毛のヤマニンアピールが阪神障害ステークス（春）、京都大障害（春・秋）、中山大障害（秋）を含む7連勝をあげて最優秀障害馬に選ばれ、「障害界のタマモクロス」と呼ばれた[152]。
- 1991年に発行された『創刊50周年記念 優駿増刊号 TURF』において、南井はタマモクロスが突如連勝を開始した理由や最後の有馬記念を以下のように回顧した。

## 血統表
| タマモクロスの血統            | タマモクロスの血統                       | タマモクロスの血統                 | （血統表の出典）      | （血統表の出典）      |
| 父系                          | フォルティノ系                           | フォルティノ系                     | フォルティノ系        | [ § 2 ]               |
| 父 シービークロス 1975 芦毛   | 父の父*フォルティノ Fortino 1959 芦毛    | Grey Sovereign                     | Nasrullah             | Nasrullah             |
| 父 シービークロス 1975 芦毛   | 父の父*フォルティノ Fortino 1959 芦毛    | Grey Sovereign                     | Kong                  |                       |
| 父 シービークロス 1975 芦毛   | 父の父*フォルティノ Fortino 1959 芦毛    | Ranavalo                           | Relic                 | Relic                 |
| 父 シービークロス 1975 芦毛   | 父の父*フォルティノ Fortino 1959 芦毛    | Ranavalo                           | Navarra               |                       |
| 父 シービークロス 1975 芦毛   | 父の母ズイショウ 1968 芦毛               | *パーソロン Partholon              | Milesian              | Milesian              |
| 父 シービークロス 1975 芦毛   | 父の母ズイショウ 1968 芦毛               | *パーソロン Partholon              | Paleo                 |                       |
| 父 シービークロス 1975 芦毛   | 父の母ズイショウ 1968 芦毛               | キムラス                           | *タークスリライアンス | *タークスリライアンス |
| 父 シービークロス 1975 芦毛   | 父の母ズイショウ 1968 芦毛               | キムラス                           | *ロイヤルディール     |                       |
| 母 グリーンシャトー 1974 栗毛 | 母の父*シャトーゲイ Chateaugay 1960 栗毛 | Swaps                              | Khaled                | Khaled                |
| 母 グリーンシャトー 1974 栗毛 | 母の父*シャトーゲイ Chateaugay 1960 栗毛 | Swaps                              | Iron Reward           |                       |
| 母 グリーンシャトー 1974 栗毛 | 母の父*シャトーゲイ Chateaugay 1960 栗毛 | Banquet Bell                       | Polynesian            | Polynesian            |
| 母 グリーンシャトー 1974 栗毛 | 母の父*シャトーゲイ Chateaugay 1960 栗毛 | Banquet Bell                       | Dinner Horn           |                       |
| 母 グリーンシャトー 1974 栗毛 | 母の母クインビー 1966 鹿毛               | *テューダーペリオッド Tudor Period | Owen Tudor            | Owen Tudor            |
| 母 グリーンシャトー 1974 栗毛 | 母の母クインビー 1966 鹿毛               | *テューダーペリオッド Tudor Period | Comice                |                       |
| 母 グリーンシャトー 1974 栗毛 | 母の母クインビー 1966 鹿毛               | コーサ                             | *ヒンドスタン         | *ヒンドスタン         |
| 母 グリーンシャトー 1974 栗毛 | 母の母クインビー 1966 鹿毛               | コーサ                             | *ミスチャネル         |                       |
| 母系(F-No.)                   | (FN:21-a)                                | (FN:21-a)                          | (FN:21-a)             | [ § 3 ]               |
| 5代内の近親交配               | Hyperion=5×5（母内）                     | Hyperion=5×5（母内）               | Hyperion=5×5（母内）  | [ § 4 ]               |
| 出典                          | 1. 2. 3. 4.                              | 1. 2. 3. 4.                        | 1. 2. 3. 4.           | 1. 2. 3. 4.           |

- 半妹にミヤマポピー（エリザベス女王杯、父:カブラヤオー）がおり、その子孫にゼンノカルナック（中京２歳ステークス、毎日杯3着）や、アドマイヤビジン（紅梅ステークス）がいる[156]。